# Handkäse

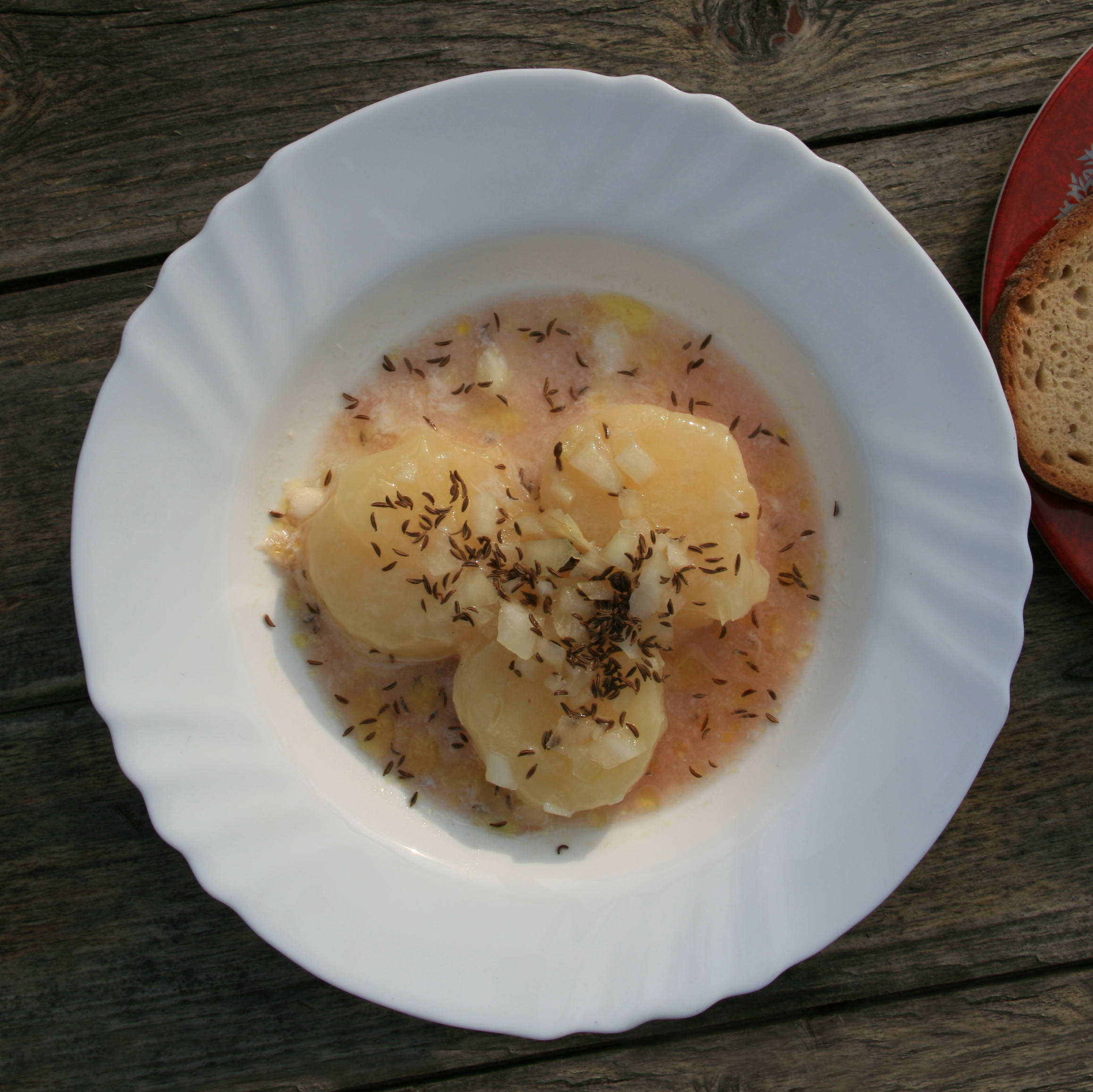
Handkäs mit Musik (Hesse: Handkäse avec de la musique); Handkäse mariné

Le Handkäse (prononcé : [ˈhantkɛːzə] ; littéralement : « fromage à la main ») est un fromage allemand à base de lait caillé similaire au Harzer. C'est une spécialité du sud de la Hesse, en particulier de Frankfurt am Main, Offenbach am Main, Darmstadt et Langen. Hüttenberg abrite quatre des six producteurs de Handkäse du centre de la Hesse. Aujourd'hui, elle est principalement reliée à la région Rhin-Main et aux régions voisines de la Hesse rhénane et du Palatinat. Il tire son nom de la méthode traditionnelle de production : formé avec les mains.
C'est un petit fromage jaune qui devient  translucide avec l'age et un arôme piquant que beaucoup de gens trouvent désagréable (l'arome ressemble aux écuries de cheval). Il est le plus souvent de forme ronde, occasionnellement carré.
Souvent servi en apéritif ou au goûter avec de l'Apfelwein (sorte de cidre), il est traditionnellement garni d'oignons hachés ; cette combinaison est appelée localement  "Handkäse mit Musik" (Handkäse avec musique). Il est généralement consommé avec du carvi (cumin des près).
Le "Handkäs" contient 29 g de protéines et 0,5 g de graisses par 100 g de produit. Cette valeur nutritionnelle exceptionnelle donne au "Handkäse" une popularité croissante en Allemagne - on le trouve aujourd'hui dans toutes les grandes enseignes comme Lidl. Inconnu en France, il est exporté aux États-Unis.

## Handkäse de Hesse IGP
En 2006, la Landesvereinigung für Milch und Milcherzeugnisse Hessen e.V. a demandé l'enregistrement de la dénomination "Hessischer Handkäse"  dans la liste des produits bénéficiant d'une indication géographique protégée (IGP) de l'Union européenne. Après sa publication au Journal officiel des Communautés européennes et l'enregistrement de cette dénomination, un fromage au lait caillé ne peut être qualifié de "Hessischer Handkäse", à compter du 23 septembre 2010, que si le produit et le conditionnement ont eu lieu dans cette région. Il n'est pas nécessaire que le fromage blanc au lait acidifié transformé pendant la production provienne de Hesse.